# Saint-Chef
Saint-Chef település Franciaországban, Isère megyében. Lakosainak száma 3910 fő (2022. január 1.). Saint-Chef Saint-Savin, Salagnon, Sermérieu, Trept, Vignieu, Montcarra és Saint-Hilaire-de-Brens községekkel határos.

## Népesség
A település népessége az elmúlt években az alábbi módon változott:
| Lakosok száma | 1335 | 1798 | 2309 | 3268 | 3598 | 3620 | 3585 | 3689 | 3731 | 3910 |
|               | 1968 | 1982 | 1990 | 2006 | 2013 | 2015 | 2017 | 2019 | 2020 | 2022 |